# Rẻ quạt họng trắng
Rhipidura albicollis là một loài chim trong họ Rhipiduridae.